# Sonderwaffenlager Clausen
Das Sonderwaffenlager Clausen – ebenso Clausen Ammo Area 59 und NATO SITE 59 genannt – war eine Einrichtung der Seventh United States Army und Teil der Pirmasens Military Community.

## Lage
Das Lager liegt im Osten der Gemeindegemarkung von Clausen auf dem 465 Meter hohen Hesselsberg. Weiter nördlich verläuft der Schwarzbach, der in diesem Bereich zum Clausensee aufgestaut ist.

## Geschichte
Vor Ort lagerten vom Mitte der 1960er Jahre bis September 1990 über 100.000 amerikanische Kampfstoffgranaten, unter anderem 400 Tonnen mit den Chemischen Kampfstoffen VX und Sarin. Zwischen Juli und September 1990 wurden sie in der Aktion Lindwurm abtransportiert und zur späteren Vernichtung auf das Pazifik-Atoll Johnston Island gebracht. 1991 wurde das Lager aufgelöst.